# Губа Старцева (Карельский берег)
Губа Старцева — губа на Карельском берегу Белого моря. Открыта к юго-востоку, вдается в материк на 10 км. Ширина у входа 2,3 км. Максимальная глубина — 25 м.
Расположена между островом Олений и материком. Является южной частью более крупной губы Ковда. В губу впадают река Ковда и несколько небольших ручьёв (в том числе ручей Старцевый).
Берега губы низменные, поросшие лесной растительностью. Средня высота прилива 3 м. Грунт в губе ил, а у берегов мелкий камень. Разделена на 2 части выступающим мысом от южного берега.
В начале XX века губа служила удобным местом для зимовки судов. Вблизи входа в губу Старцева расположен рейд Старцевское Становище.
На южном берегу губы расположено село Ковда. Административно бухта входит в Кандалакшский район Мурманской области России.